# Кубок Кремля по современному пятиборью 2011
Кубок Кремля по современному пятиборью — Международный московский турнир «Кубок Кремля», об учреждении которого президент Федерации современного пятиборье России (ФСПР) Вячеслав Аминов объявил летом 2010 года во время Финала Кубка мира, был проведен в Москве с 11 по 12 июня 2011 года. Призовой фонд — 100 тыс. долларов.
Ареной соревнования стала КСК «Битца». В рамках турнира 2011 года был разыгран «Кубок памяти Павла Леднева».
Турнир, задуманный как состязание звезд современного пятиборья, стал одним из центральных событий международного календаря. Международный союз (UIPM) включил его в список своих официальных стартов. Соревнования проходили в один день по пяти видам без полуфиналов, награды разыгрываются только в личном первенстве.
11 июня — соревновались женщины, а 12 июня на старт вышли мужчины. Всего выступало 24 спортсмена и 24 спортсменки.
Первые места в соревнованиях среди женщин заняли Виктория Терещук, Екатерина Хураськина и Анастасия Прокопенко.
Первые места в соревнованиях среди мужчин заняли Давид Свобода, Александр Лесун и Роберт Каса.

## Женщины
11 июня 2011 года прошли соревнования среди женщин.
Итоговые места распределись следующим образом:
- Итоговые результаты. Женщины.

| Место | Спортсмен            | Страна   | Фехтование | Плавание     | Верховая езда | Комбайн       | Сумма очков |
| ----- | -------------------- | -------- | ---------- | ------------ | ------------- | ------------- | ----------- |
| 1.    | Виктория Терещук     | Украина  | 960        | 2:12,68/1208 | 1200          | 12.19,10/2044 | 5412        |
| 2.    | Екатерина Хураськина | Россия   | 1040       | 2:24,28/1072 | 1140          | 12.04,80/2104 | 5356        |
| 3.    | Анастасия Прокопенко | Беларусь | 840        | 2:24,94/1064 | 1160          | 11.31,0/2236  | 5300        |
| 4.    | Айя Медани           | Египет   | 880        | 2.11,68/1220 | 1160          | 12.24,20/2024 | 5284        |

| Место | Спортсмен            | Страна   | Сумма очков |
| ----- | -------------------- | -------- | ----------- |
| 5.    | Лаура Асадускайте    | Литва    | 5280        |
| 6.    | Лейле Генеши         | Венгрия  | 5272        |
| 7.    | Юлия Колегова        | Россия   | 5240        |
| 8.    | Ева Траутманн        | Германия | 5216        |
| 9.    | Евдокия Гречишникова | Россия   | 5212        |
| 10.   | Люси Гролихова       | Чехия    | 5200        |
| 11.   | Лена Шенеборн        | Германия | 5200        |
| 12.   | Амели Казе           | Франция  | 5168        |
| 18.   | Светлана Лебедева    | Россия   | 4908        |
| 20.   | Полина Стручкова     | Россия   | 4768        |
| 21.   | Александра Сергеева  | Россия   | 4732        |
| 22.   | Гульназ Губайдуллина | Россия   | 4704        |
| 23.   | Анна Савченко        | Россия   | 4380        |

## Мужчины
12 июня 2011 года прошли соревнования среди мужчин.
Итоговые места распределись следующим образом:
1. Свобода — 6040.
2. Лесун — 5908.
3. Кажа — 5880.
4. Мароши — 5840.
5. Тимошенко — 5768.
6. Карякин — 5736…
8. Моисеев — 5672.
9. Шугаров — 5656…
16. Фролов — 5560…
19. Секретев — 5508.
20. Панкин — 5472